# Geschwinde, ihr wirbelnden Winde
Geschwinde, ihr wirbelnden Winde (BWV 201) ist eine weltliche Kantate von Johann Sebastian Bach. Im Autograph trägt sie den Titel Der Streit zwischen Phoebus und Pan.

## Entstehung
Die Kantate gehört nicht zu den höfischen Huldigungsmusiken, sondern entstand für die bürgerliche Konzertreihe des Leipziger Collegium musicum, das seit 1729, als Bach die Leitung übernahm, das Bachische hieß und im Zimmermannschen Kaffeehaus konzertierte. Wahrscheinlich komponierte Bach das Werk für das erste Saisoneröffnungskonzert unter seiner Leitung 1729.

## Thematik

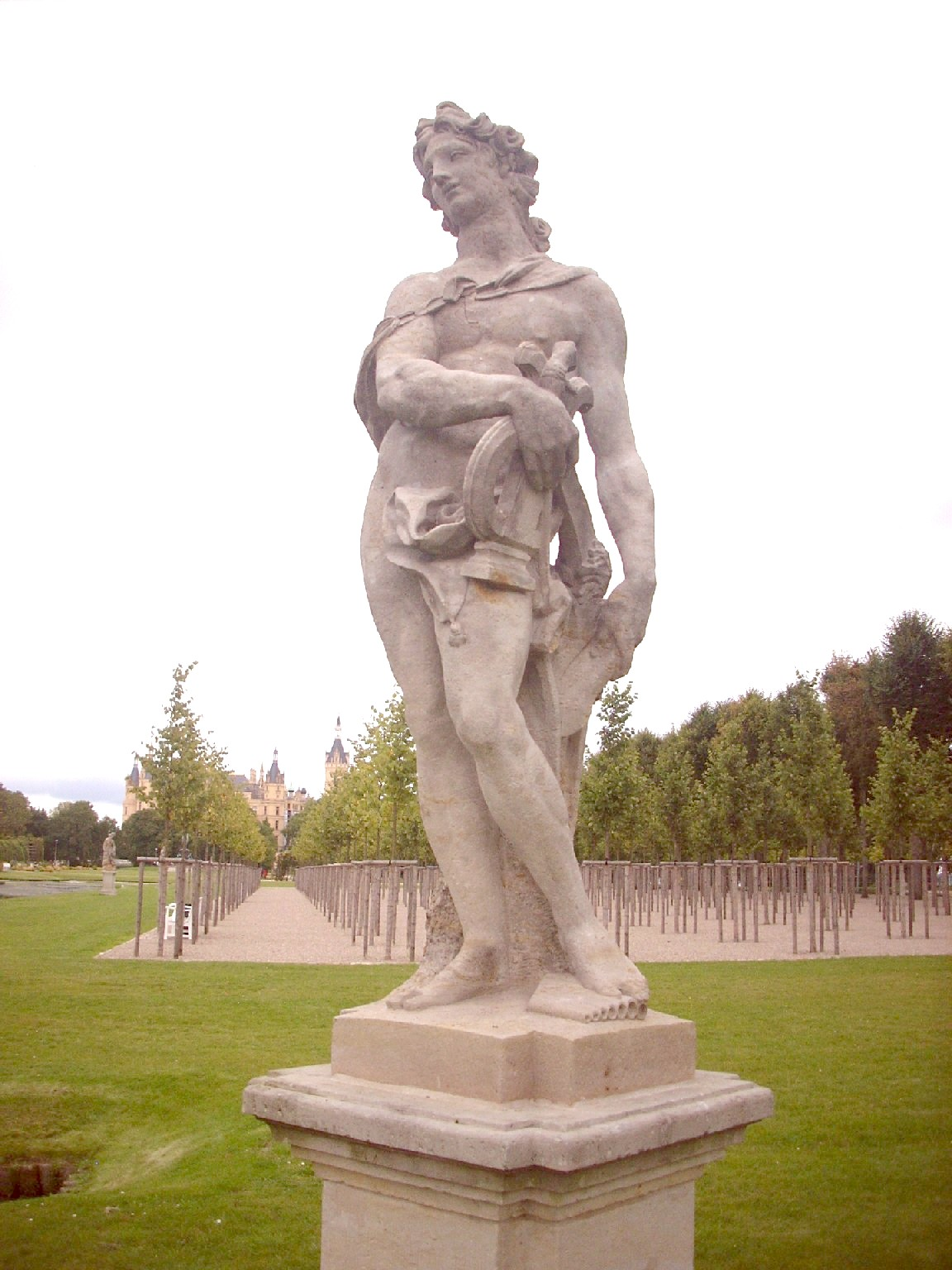
Apoll mit der Lyra, die Panflöte unter seinen Füßen (Balthasar Permoser 1720, Schlossgarten Schwerin)

Für diesen Anlass wählte Bach ein programmatisches Thema, für das Christian Friedrich Henrici eine Szene aus den Metamorphosen des Ovid bearbeitete. Im mythologischen Gewand eines Musikwettstreits zwischen den Göttern Phoebus-Apollo und Pan wird die Frage nach der „besseren“ Musik behandelt: Ist es eine durch vordergründige Effekte rasch ins Ohr gehende „Unterhaltungsmusik“ oder eine differenzierte Kunstmusik, deren Reiz sich nur dem aufmerksamen und gebildeten Hörer erschließt? Personifikation der ersteren ist der Hirtengott Pan mit seiner Flöte. Für die zweite steht Phoebus mit der Leier. Auf Anraten des Mercurius wird ein Wettmusizieren organisiert, bei dem jeder sich einen eigenen Schiedsrichter wählt: Phoebus den Tmolus, Pan den Midas. Die Streiter tragen ihre Probearien vor, und wie zu erwarten, spricht sich Tmolus für Phoebus, Midas für Pan aus. Nun aber fallen Phoebus, Tmolus und alle Zuschauer einmütig über Midas her, Phoebus verpasst ihm Eselsohren, und selbst Pan fragt: „Ei! warum hast du diesen Streit auf leichte Schultern übernommen?“ Und als Schlussfolgerung verkünden Momus und der Chor:
Momus

 Du guter Midas, geh nun hin

 Und lege dich in deinem Walde nieder,

 Doch tröste dich in deinem Sinn,

 Du hast noch mehr dergleichen Brüder.

 Der Unverstand und Unvernunft

 Will jetzt der Weisheit Nachbar sein,

 Man urteilt in den Tag hinein,

 Und die so tun,

 Gehören all in deine Zunft.

 Ergreife, Phoebus, nun

 Die Leier wieder,

 Es ist nichts Lieblichers

 Als deine Lieder.

Chor

 Labt das Herz, ihr holden Saiten,

 Stimmet Kunst und Anmut an!

 Lasst euch meistern, lasst euch höhnen,

 Sind doch euren süßen Tönen

 Selbst die Götter zugetan.

## Biografischer Hintergrund
Mit der Gestaltung der Kantate unterstreicht Bach überdeutlich seine eigene Position – natürlich die Option für eine „gelehrte“, aufwändige, aber letztlich der Würde der Tonkunst allein gerecht werdende Musik. Schon zur Entstehungszeit hatte er im amtlich-kirchlichen wie im fachlich-musikalischen Bereich Gegner, die seine Kompositionsweise für zu anspruchsvoll und zugleich für antiquiert hielten. Immer wieder musste er gegenüber Rat und Schule um genügend fähige Kräfte für seine Kirchenmusik kämpfen und sich gleichzeitig gegen die Vertreter des empfindsamen Stils zur Wehr setzen, die ihm öffentlich Künstlichkeit und mangelndes Gefühl vorwarfen.
Gegen Ende seines Lebens spitzte sich dieser Konflikt noch einmal zu, und gleichzeitig fädelte Graf Brühl bereits die Amtsnachfolge seines Protégés Johann Gottlob Harrer ein. So organisierte Bach mit seinen Freunden im Herbst 1749 eine Wiederaufführung der Phoebus-und-Pan-Kantate, bei der er die Schlussworte des Momus – mit gelehrter Anspielung auf zwei römische Negativcharaktere – eigenhändig abwandelte in

„Verdopple, Phoebus, nun Musik und Lieder,

Tobt gleich Birolius und ein Hortens darwider!“

## Musikalische Mittel

### Besetzung
- Gesangsolisten: Sopran (Momus), Alt (Mercurius), Tenor I/II (Tmolus/Midas), Bass I/II (Phoebus/Pan),
- Chor: Sopran, Alt, Tenor I/II, Bass I/II
- Orchester: Trompete I-III, Pauken, Querflöte I/II, Oboe I/II, Oboe d’amore, Violino I/II, Viola, Basso continuo.

### Ausdrucksmittel
Die Kantate hat eine Aufführungsdauer von fast einer Stunde. Hinsichtlich Besetzung und virtuosen Anforderungen bleibt das Werk nicht hinter denen für „offizielle“ Anlässe zurück. Die ausschließlich männlichen Akteure wurden teilweise von älteren Knabensolisten (damals bis zu 17 Jahre alt) verkörpert.
Die Probearie des Phoebus in h-Moll Mit Verlangen drück ich deine zarten Wangen gilt als erstes Werk der Musikgeschichte, in dem die gleichgeschlechtliche Liebe – zwischen Phoebus-Apollo und Hyakinthos – besungen wird. Der Komponist bietet hier seine ganze Kunst auf und beweist, dass ein vollendetes kontrapunktisches Geflecht mit Solist, Streichern, Flöte, Oboe, Basso continuo, ohne „Leier“, durchaus tiefstes Gefühl ausdrücken kann. Es kann davon ausgegangen werden, dass Bach die Bratschenstimme („Viola con sordino“) selbst gespielt hat, wie aus Forkels Bach-Biographie (1802 in Leipzig erschienen) hervorgeht. Aber auch an den „populären“ Ton des Pan in seiner Arie Zu Tanze, zu Sprunge, so wackelt das Herz in A-Dur, die in der Bauernkantate mit den Worten Dein Wachstum sei feste und lache vor Lust! nochmals aufgenommen wird, wendet er außer Humor höchste Kunst und Sorgfalt. Als Midas sein Urteil abgibt: Pan ist Meister, stimmen die Violinen ein unverkennbares Eselsgeschrei an. In der Tadelarie des Mercurius (Aufgeblasne Hitze) ist die Schellenmütze vokal und instrumental abgebildet. Und vor dem mitreißenden Schlusshymnus des Chores auf die (wahre) Musik lässt die Harmoniewendung des Rezitativs zu Bachs Selbstermutigung (Ergreife, Phoebus, nun die Leier wieder …) kaum einen aufmerksamen Hörer unberührt.